# Прудовские
Прудовские — деревня в составе Воздвиженского сельсовета в Воскресенском районе Нижегородской области.

## География
Находится на расстоянии примерно 22 километра по прямой на север-северо-восток от районного центра поселка  Воскресенское.

## История
Деревня основана в 1910-е годы, в 1925 году в ней было 212 жителей.

## Население
Постоянное население составляло 17 человек (русские 94%) в 2002 году, 3 в 2010 году .